# Бахадурзада, Сияр
Сияр Бахадурзада (англ. Siyar Bahadurzada; род. 17 апреля 1984, Кабул) — афганский боец смешанного стиля, представитель средней и полусредней весовых категорий. Выступает на профессиональном уровне начиная с 2001 года, известен по участию в турнирах бойцовских организаций UFC, Shooto, Rings, World Victory Road и др. Владел титулом чемпиона Shooto в среднем весе.

## Биография
Сияр Бахадурзада родился 17 апреля 1984 года в Кабуле, Афганистан.
В возрасте 15 лет вместе с семьёй переехал на постоянное жительство в Нидерланды. Здесь начал заниматься единоборствами под руководством известного голландского специалиста Мартейна де Йонга. Проходил подготовку в зале бойцовского клуба Golden Glory.

### Начало профессиональной карьеры
Дебютировал в смешанных единоборствах на профессиональном уровне в марте 2001 года, отправив своего соперника в нокаут уже на 57 секунде первого раунда. Первое время дрался исключительно на территории Нидерландов, регулярно принимал участие в голландских турнирах Shooto и Rings. В течение многих лет владел титулом чемпиона Shooto в средней весовой категории.
В 2008 году провёл три боя в крупной японской организации World Victory Road. В поединке с местным японским бойцом Кадзуо Мисаки во втором раунде попался в «гильотину» и вынужден был сдаться. В рамках стартового этапа гран-при среднего веса техническим нокаутом выиграл у бразильца Эванжелисты Сантуса, но затем на стадии полуфиналов проиграл сдачей другому представителю Бразилии Жоржи Сантиагу — в результате успешно проведённого в первом раунде скручивания пятки.
В 2010—2011 годах одержал победу в мировой серии United Glory. Подписал контракт с американской организацией Strikeforce, однако из-за проблем с получением американской визы ему так и не довелось выступить на её турнирах.

### Ultimate Fighting Championship
Имея в послужном списке 20 побед и только 4 поражения, Бахадурзада привлёк к себе внимание крупнейшей бойцовской организации мира Ultimate Fighting Championship и в сентябре 2011 года подписал с ней долгосрочный контракт. В дебютном поединке в октагоне UFC, состоявшемся в апреле 2012 года, нокаутировал бразильца Паулу Тиагу, заработав при этом бонус за лучший нокаут вечера.
В 2013 году по очкам уступил корейцу Ким Дон Хёну и американцу Джону Говарду.
После более чем двухлетнего перерыва в марте 2016 года вышел в клетку против Брэндона Тэтча, в третьем раунде заставил его сдаться с помощью «ручного треугольника».
В сентябре 2017 года отметился победой техническим нокаутом над непобеждённым новичком организации Робом Уилкинсоном.
В 2018 году нокаутировал Луана Шагаса, получив награду за лучшее выступление вечера, но проиграл единогласным решением Кёртису Миллендеру.

## Статистика в профессиональном ММА
| Боёв 33  | Побед 24 | Поражений 8 |
| -------- | -------- | ----------- |
| Нокаутом | 13       | 0           |
| Сдачей   | 7        | 2           |
| Решением | 4        | 6           |
| Ничьи    | 1        | 1           |

| Результат | Рекорд | Соперник                  | Способ                     | Турнир                                             | Дата             | Раунд | Время | Место                    | Примечание                                         |
| --------- | ------ | ------------------------- | -------------------------- | -------------------------------------------------- | ---------------- | ----- | ----- | ------------------------ | -------------------------------------------------- |
| Поражение | 24-8-1 | Исмаил Наурдиев           | Единогласное решение       | UFC Fight Night: Hermansson vs. Cannonier          | 28 сентября 2019 | 3     | 5:00  | Копенгаген, Дания        |                                                    |
| Поражение | 24-7-1 | Кёртис Миллендер          | Единогласное решение       | UFC 232                                            | 29 декабря 2018  | 3     | 5:00  | Инглвуд, США             |                                                    |
| Победа    | 24-6-1 | Луан Шагас                | KO (удары)                 | UFC Fight Night: Barboza vs. Lee                   | 21 апреля 2018   | 2     | 2:40  | Атлантик-Сити, США       | Выступление вечера.                                |
| Победа    | 23-6-1 | Роб Уилкинсон             | TKO (удары руками)         | UFC Fight Night: Volkov vs. Struve                 | 2 сентября 2017  | 2     | 3:10  | Роттердам, Нидерланды    | Бой в среднем весе.                                |
| Победа    | 22-6-1 | Брэндон Тэтч              | Сдача (треугольник руками) | UFC 196                                            | 5 марта 2016     | 3     | 4:11  | Лас-Вегас, США           |                                                    |
| Поражение | 21-6-1 | Джон Говард               | Единогласное решение       | UFC 168                                            | 28 декабря 2013  | 3     | 5:00  | Лас-Вегас, США           |                                                    |
| Поражение | 21-5-1 | Ким Дон Хён               | Единогласное решение       | UFC on Fuel TV: Silva vs. Stann                    | 3 марта 2013     | 3     | 5:00  | Сайтама, Япония          |                                                    |
| Победа    | 21-4-1 | Паулу Тиагу               | KO (удар рукой)            | UFC on Fuel TV: Gustafsson vs. Silva               | 14 апреля 2012   | 1     | 0:42  | Стокгольм, Швеция        | Нокаут вечера.                                     |
| Победа    | 20-4-1 | Томми Депрет              | TKO (удары руками)         | United Glory: 2010/2011 World Series Finals        | 28 мая 2011      | 2     | 4:16  | Москва, Россия           | Финал турнира United Glory в среднем весе.         |
| Победа    | 19-4-1 | Джон Алессио              | TKO (удары)                | United Glory: 2010/2011 World Series Semifinals    | 19 марта 2011    | 1     | 1:55  | Шарлеруа, Бельгия        | Полуфинал турнира United Glory в среднем весе.     |
| Победа    | 18-4-1 | Деррик Нобл               | TKO (удары руками)         | United Glory: 2010/2011 World Series Quarterfinals | 16 октября 2010  | 1     | 1:54  | Амстердам, Нидерланды    | Четвертьфинал турнира United Glory в среднем весе. |
| Победа    | 17-4-1 | Карлус Александри Перейра | KO (удар рукой)            | Shooto Brasil 17                                   | 6 августа 2010   | 1     | 1:34  | Рио-де-Жанейро, Бразилия | Защитил титул чемпиона Shooto в среднем весе.      |
| Победа    | 16-4-1 | Роберт Йоч                | Решение большинства        | Ultimate Glory 11: A Decade of Fights              | 17 октября 2009  | 3     | 5:00  | Амстердам, Нидерланды    |                                                    |
| Победа    | 15-4-1 | Леандру Бетата            | TKO (удары руками)         | Shooto Brasil 13                                   | 27 августа 2009  | 1     | 3:14  | Форталеза, Бразилия      | Защитил титул чемпиона Shooto в среднем весе.      |
| Поражение | 14-4-1 | Жоржи Сантиагу            | Сдача (скручивание пятки)  | World Victory Road Presents: Sengoku 6             | 1 ноября 2008    | 1     | 1:10  | Сайтама, Япония          | Полуфинал гран-при Sengoku в среднем весе.         |
| Победа    | 14-3-1 | Эванжелиста Сантус        | TKO (травма руки)          | World Victory Road Presents: Sengoku 5             | 28 сентября 2008 | 1     | 0:22  | Токио, Япония            | Стартовый этап гран-при Sengoku в среднем весе.    |
| Поражение | 13-3-1 | Кадзуо Мисаки             | Сдача (гильотина)          | World Victory Road Presents: Sengoku First Battle  | 5 марта 2008     | 2     | 2:02  | Токио, Япония            |                                                    |
| Победа    | 13-2-1 | Натан Схоутерен           | Сдача (удары руками)       | Ultimate Glory 6: Ede’s Best against the Rest      | 17 ноября 2007   | 1     | 4:17  | Эде, Нидерланды          |                                                    |
| Победа    | 12-2-1 | Сико Ямасита              | Единогласное решение       | Shooto: Back To Our Roots 4                        | 15 июля 2007     | 3     | 5:00  | Токио, Япония            | Выиграл титул чемпиона Shooto в среднем весе.      |
| Победа    | 11-2-1 | Курт Версхурен            | TKO (соккер-кики)          | Ultimate Glory 3: Upside Down                      | 20 мая 2007      | 1     | 0:55  | Роттердам, Нидерланды    |                                                    |
| Победа    | 10-2-1 | Роди Трост                | TKO (удары руками)         | Staredown City                                     | 22 апреля 2007   | 2     | 3:19  | Амстердам, Нидерланды    |                                                    |
| Победа    | 9-2-1  | Роландас Агрба            | Сдача (удушение сзади)     | Ultimate Glory 2                                   | 21 января 2007   | 1     | 0:26  | Амстердам, Нидерланды    |                                                    |
| Победа    | 8-2-1  | Деннис де Рус             | Единогласное решение       | Kickboxing Gala Free-Fight                         | 15 октября 2006  | 3     | 3:00  | Бевервейк, Нидерланды    |                                                    |
| Победа    | 7-2-1  | Александр Пенао           | Сдача (скручивание пятки)  | Shooto Holland 4                                   | 10 сентября 2005 | 1     | 3:31  | Барневелд, Нидерланды    |                                                    |
| Поражение | 6-2-1  | Стефан Клевер             | Единогласное решение       | Rings Holland: Born Invincible                     | 12 декабря 2004  | 2     | 5:00  | Утрехт, Нидерланды       |                                                    |
| Поражение | 6-1-1  | Натан Схоутерен           | Единогласное решение       | Shooto Holland: Knock-Out Gala 3                   | 28 марта 2004    | 2     | 5:00  | Флиссинген, Нидерланды   |                                                    |
| Ничья     | 6-0-1  | Патрик Валле              | Раздельное решение         | Shooto Holland: Fight Night                        | 18 октября 2003  | 2     | 5:00  | Флиссинген, Нидерланды   | Дебют в среднем весе.                              |
| Победа    | 6-0    | Аршак Дахабагян           | Единогласное решение       | Shooto Holland: On Tour 4                          | 20 сентября 2003 | 2     | 5:00  | Эде, Нидерланды          |                                                    |
| Победа    | 5-0    | Деннис ван Асселт         | Сдача (север-юг)           | Shooto Holland: 4-Man Tournament                   | 20 апреля 2003   | 1     | 2:23  | Гус, Нидерланды          | Полуфинал турнира в полутяжёлом весе.              |
| Победа    | 4-0    | Себастиан Рийтслаг        | Сдача (удушение сзади)     | Shooto Holland: 4-Man Tournament                   | 20 апреля 2003   | 1     | 2:32  | Гус, Нидерланды          | Полуфинал турнира в полутяжёлом весе.              |
| Победа    | 3-0    | Хуберт Венедал            | Сдача (треугольник)        | Shooto Holland: Holland vs. The World              | 12 апреля 2003   | 1     | 2:28  | Кулемборг, Нидерланды    |                                                    |
| Победа    | 2-0    | Мингус Пилапесси          | KO (ногой в голову)        | Shooto Holland: On Tour                            | 20 сентября 2002 | 1     | 0:19  | Кулемборг, Нидерланды    |                                                    |
| Победа    | 1-0    | Марк Ланге                | KO (удары руками)          | Beast of the East 4                                | 8 марта 2002     | 1     | 0:57  | Зютфен, Нидерланды       |                                                    |